# سولی‌تپه
سولی تپه در شهرستان ترکمن، بخش گمیشان، روستای قارقی واقع شده و این اثر در تاریخ ۷ مرداد ۱۳۸۲ با شمارهٔ ثبت ۹۳۴۴ به‌عنوان یکی از آثار ملی ایران به ثبت رسیده است.